# Klanica
Klanica (en serbe cyrillique : Кланица) est un village de Serbie situé sur le territoire de la Ville de Valjevo, district de Kolubara. Au recensement de 2011, il comptait 529 habitants.

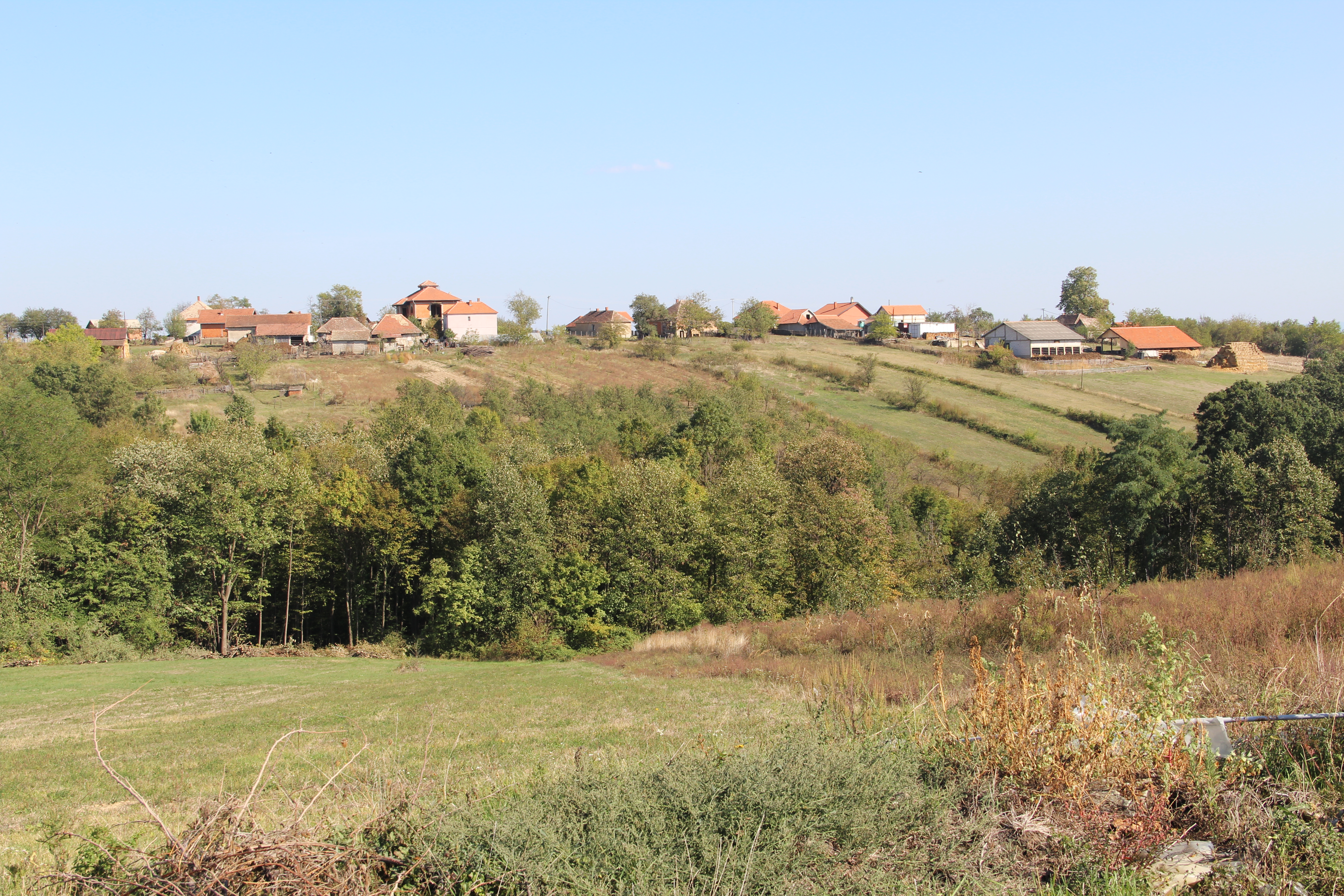
Klanica - Panorama
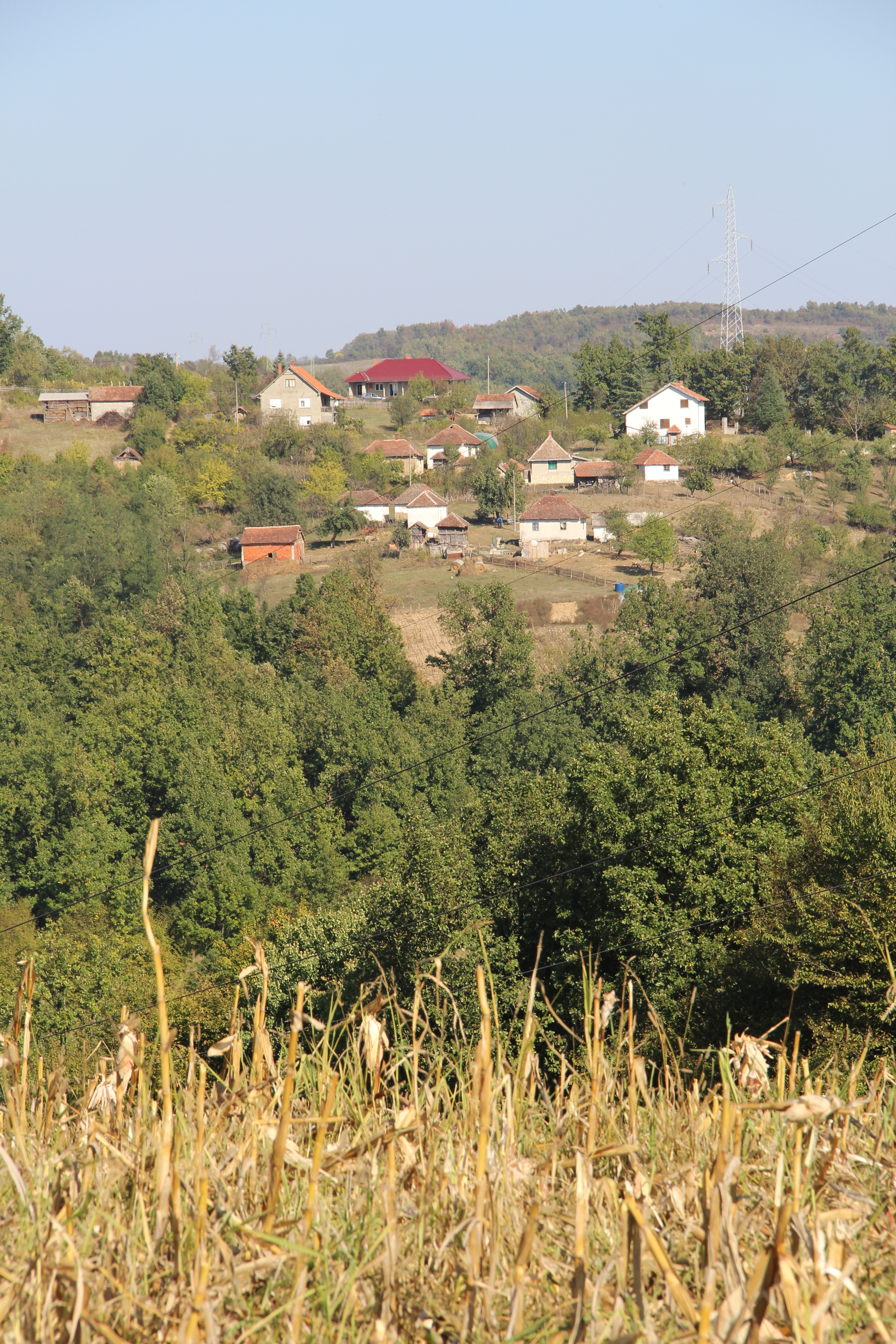
Klanica - Panorama
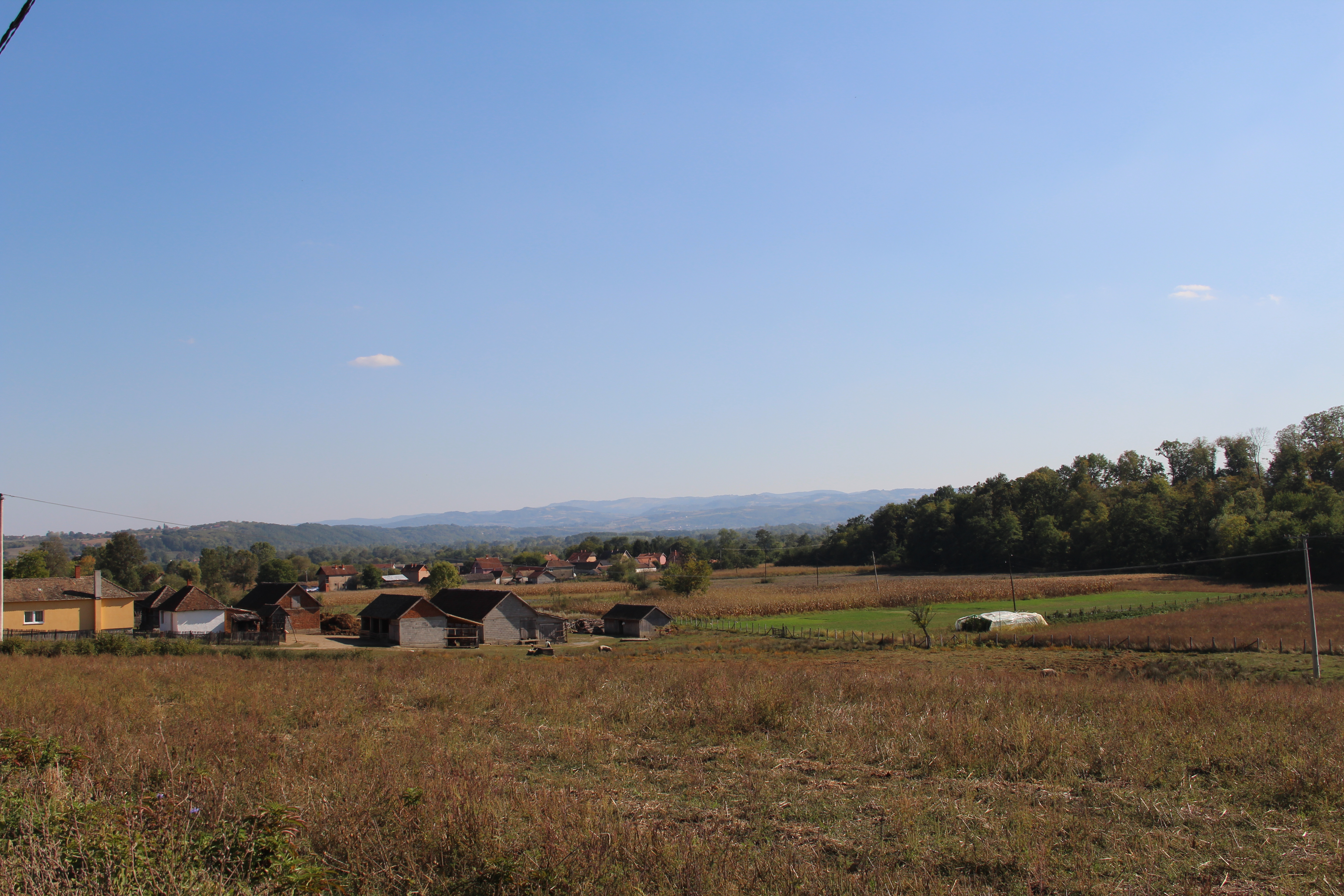
Klanica - Panorama
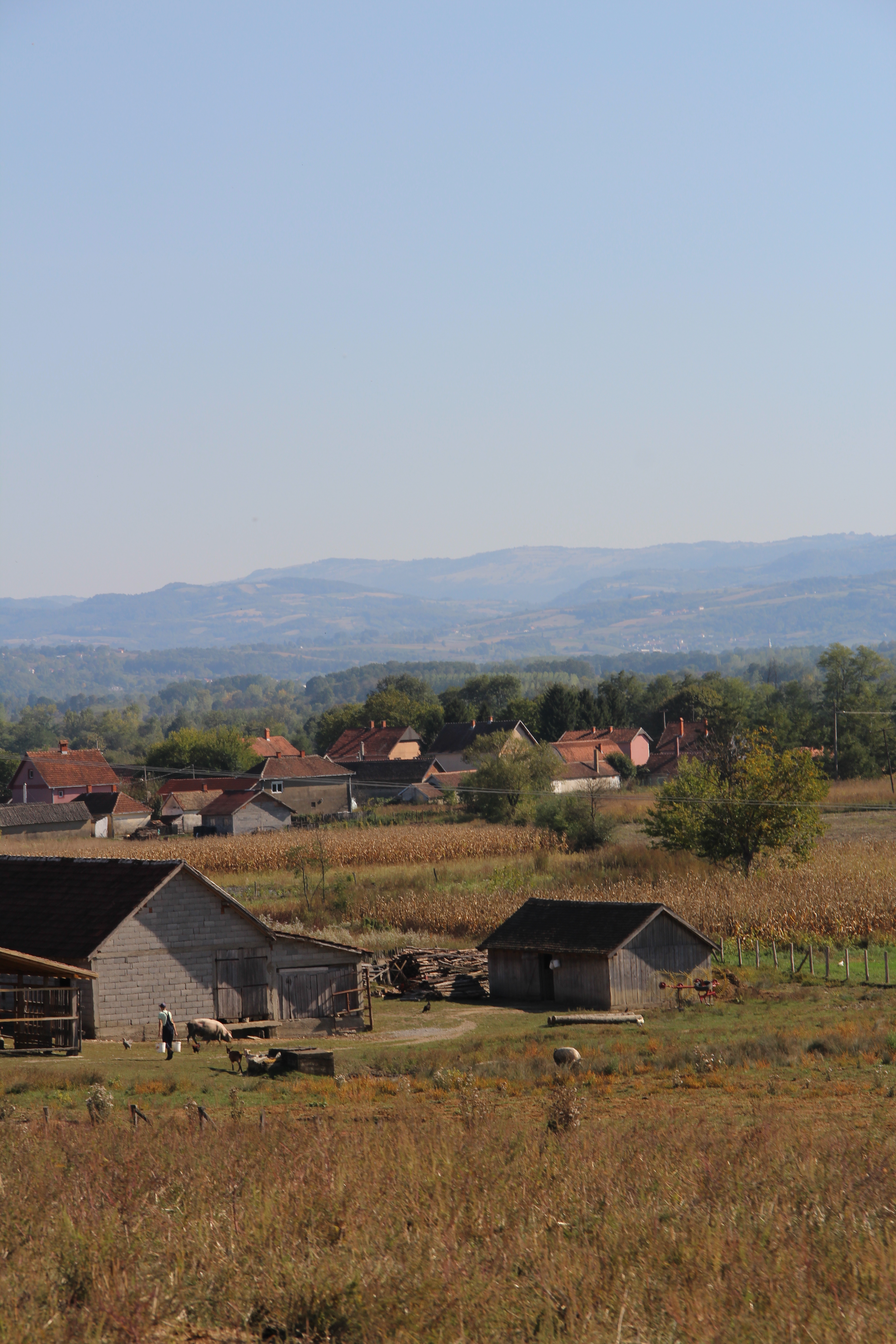
Klanica - Panorama
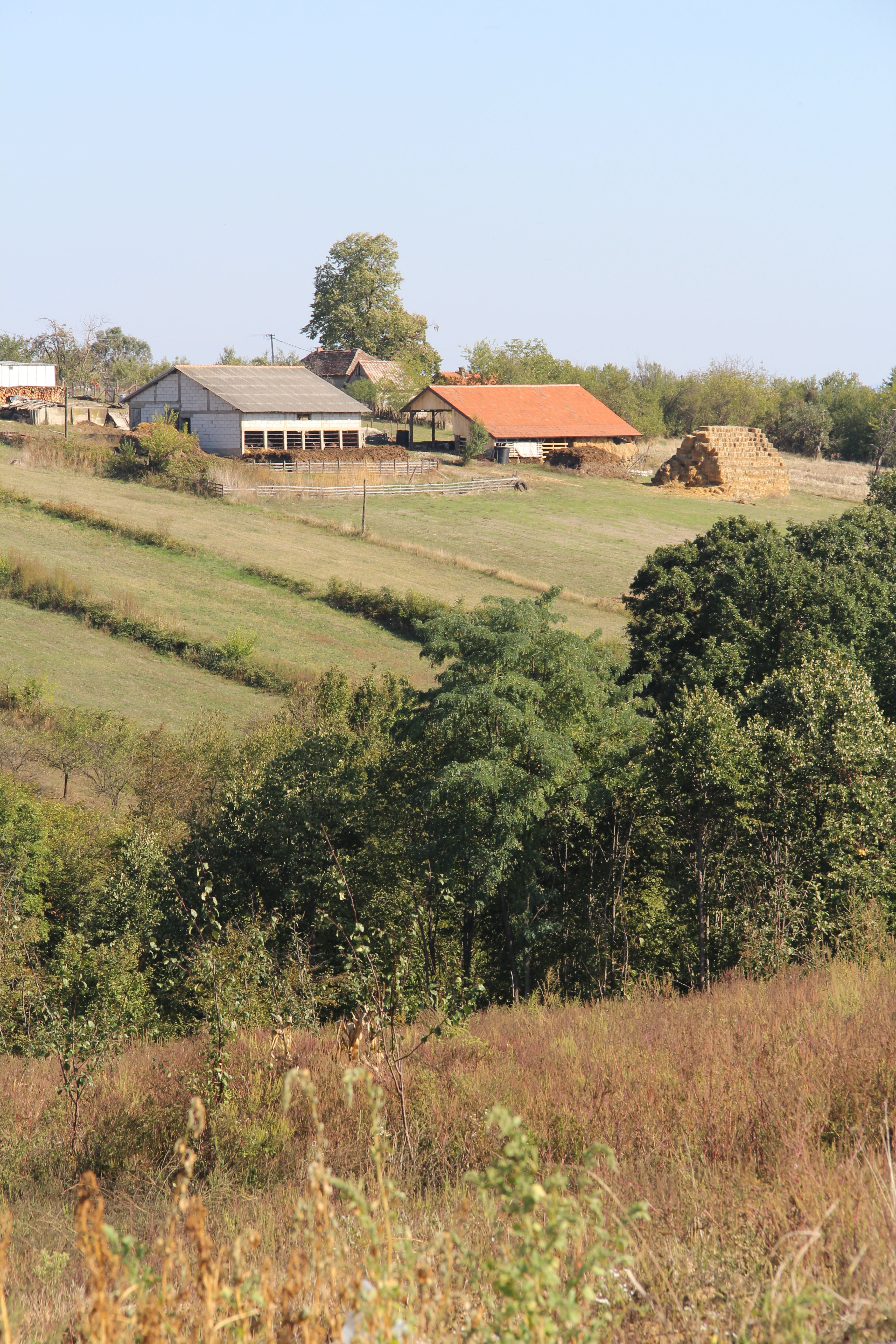
Klanica - Panorama
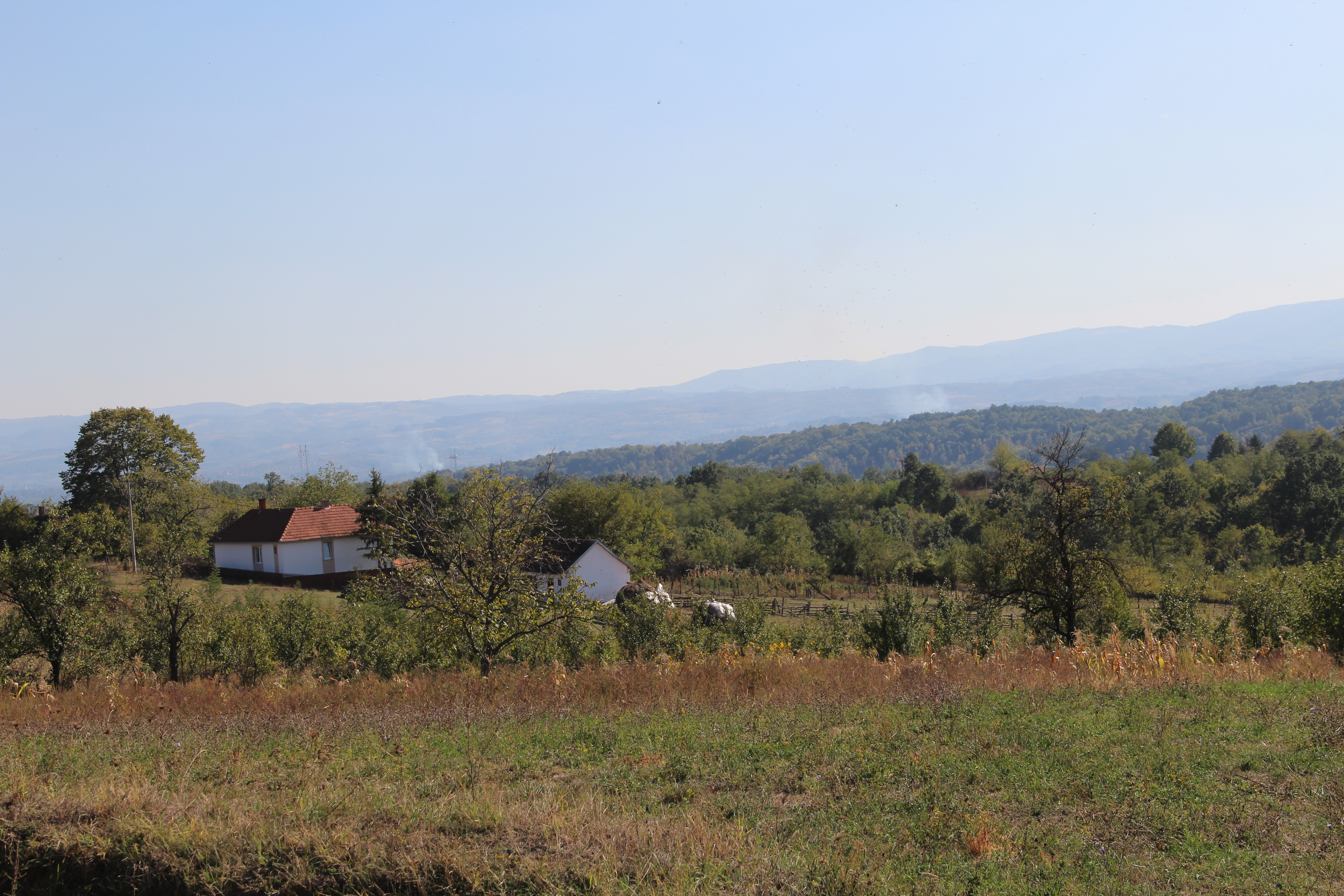
Klanica - Panorama
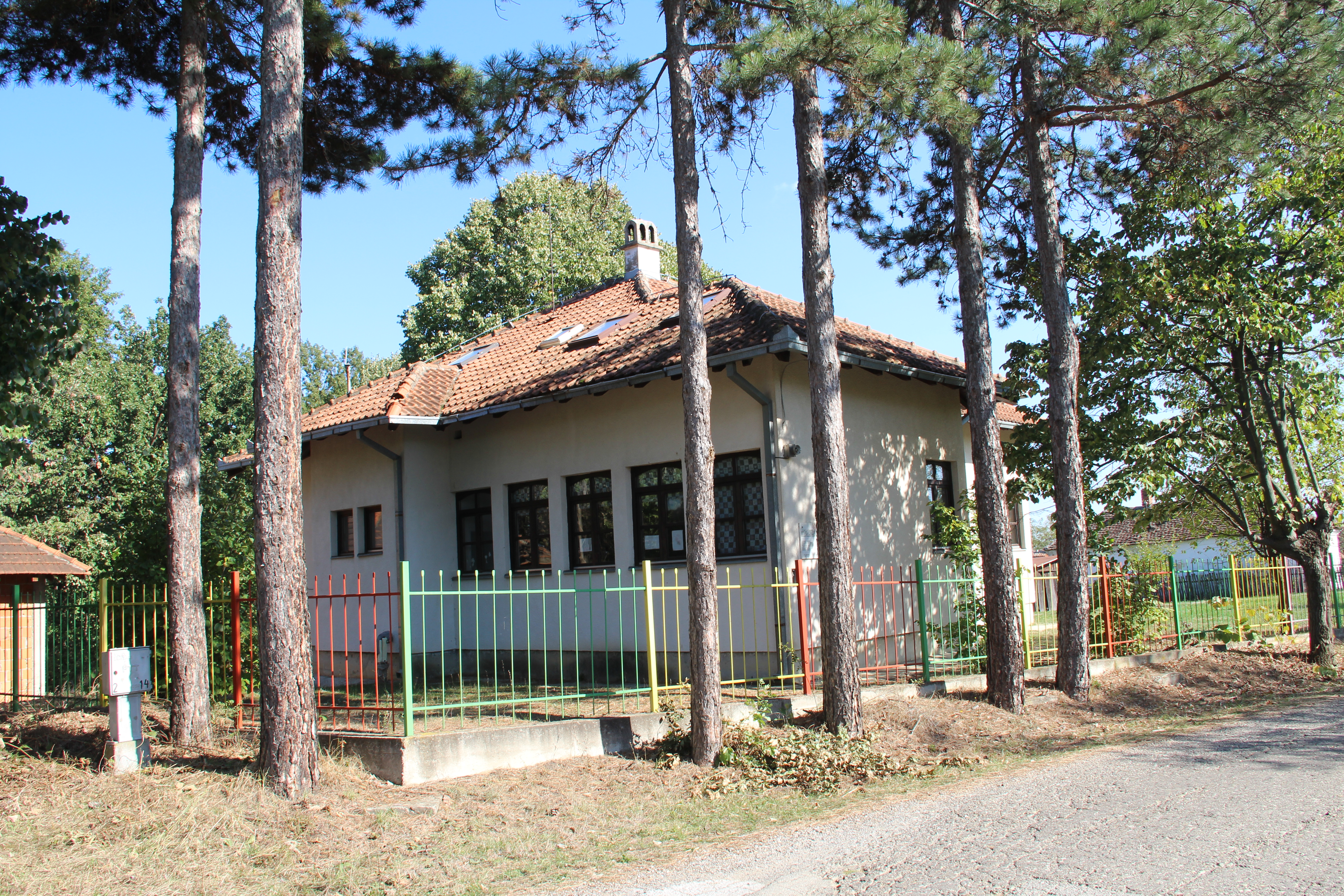
Klanica - L'école
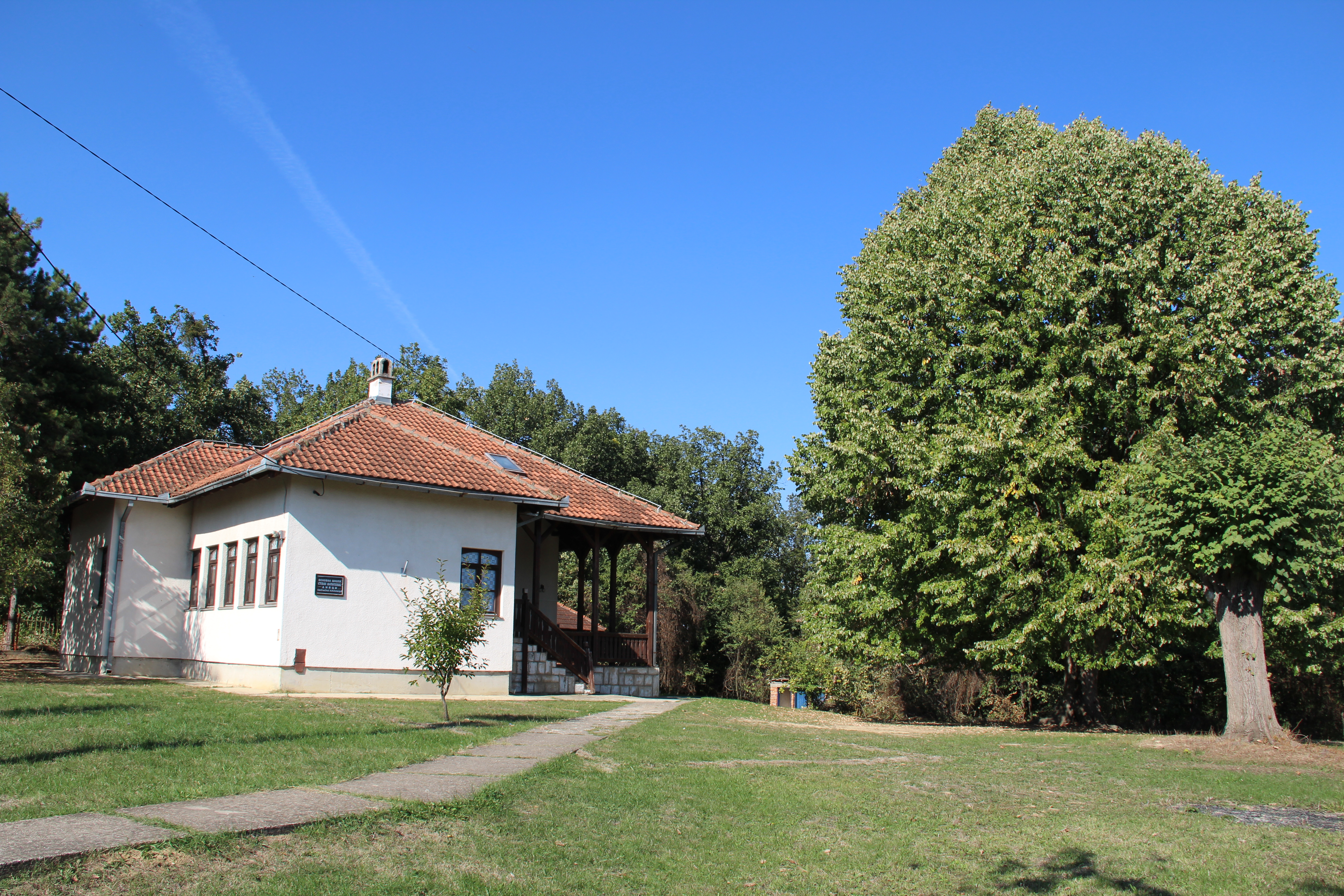
Klanica - L'école
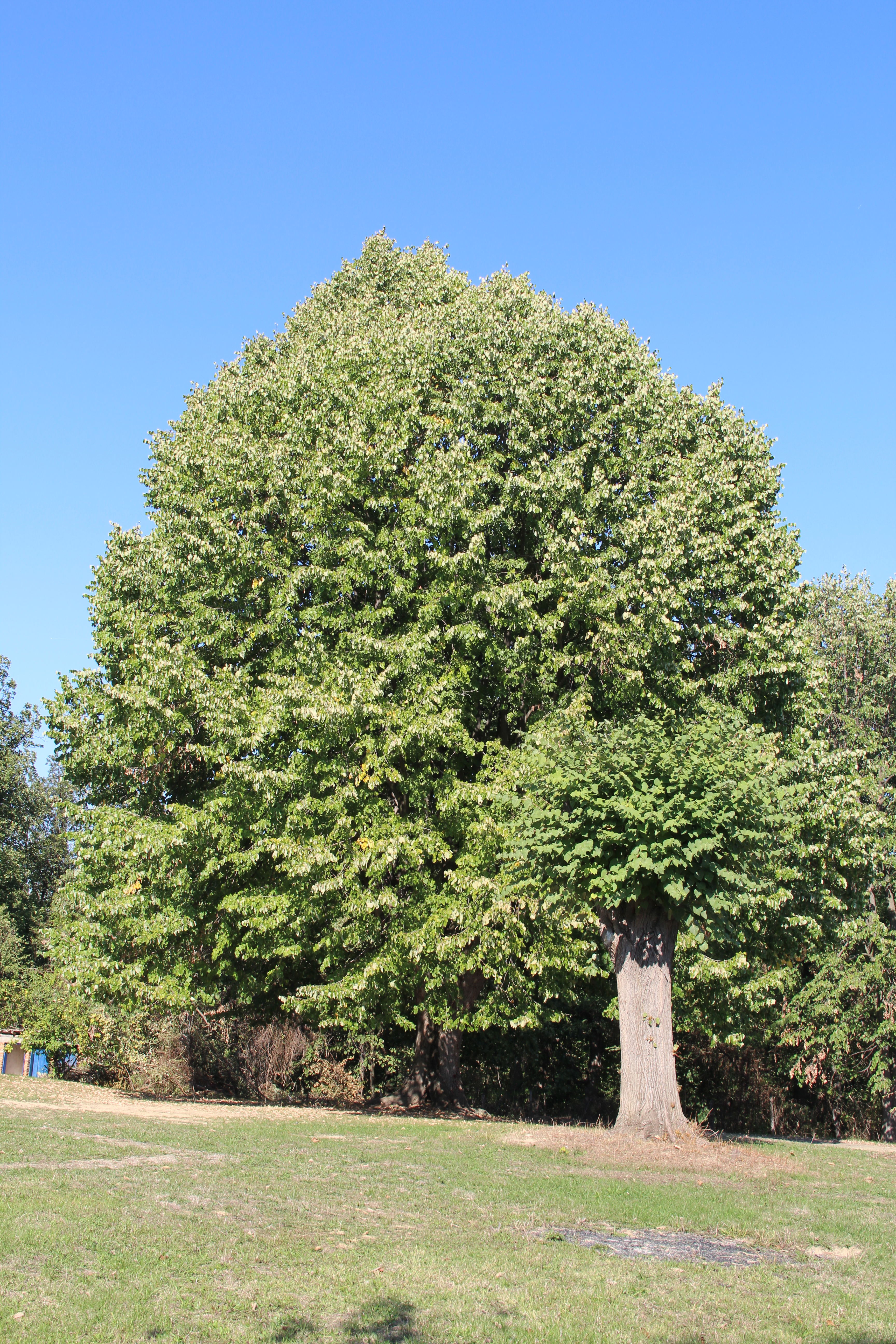
Klanica - Vieux tilleul dans la cour de l'école
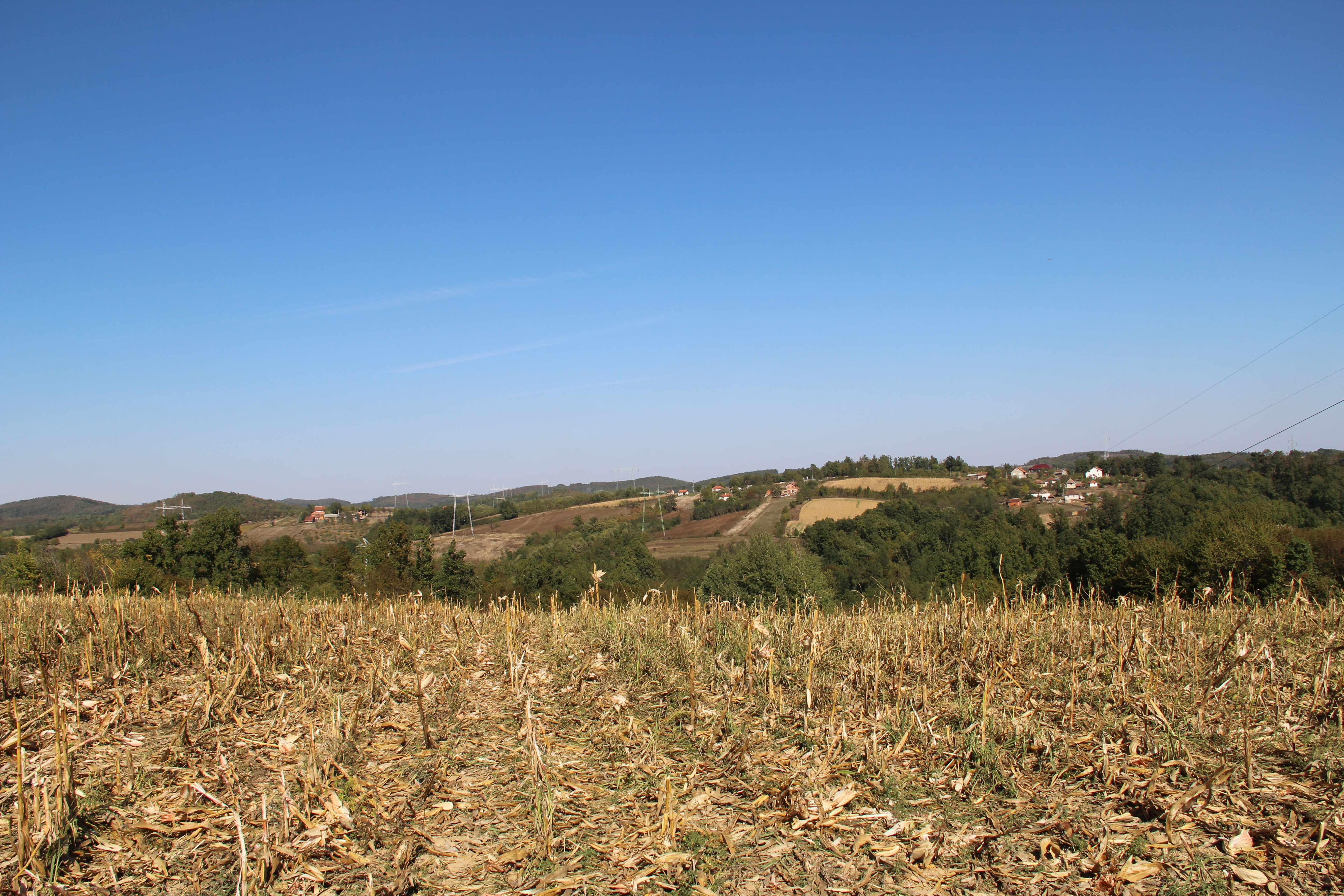
Klanica - Panorama

## Démographie

### Évolution historique de la population
| 1948 | 1953 | 1961 | 1971 | 1981 | 1991 | 2002 | 2011 |
| ---- | ---- | ---- | ---- | ---- | ---- | ---- | ---- |
| 814  | 866  | 781  | 737  | 665  | 617  | 590  | 529  |

|  |